# Ludhijana (dystrykt)
Ludhijana – dystrykt w stanie Pendżab w Indiach.

## Informacje
Dystrykt jest podzielony na 7 teshili: Ludhijana East, Ludhijana West, Jagraon, Samrala, Khanna, Payal, Raikot. Znajduje się w nim 916 wiosek.

## Demografia
W 2011 roku w dystrykcie Ludhijana mieszkało 3 498 739 ludności, w tym 1 887 816 mężczyzn i 1 630,923 kobiet. W stosunku do wyników spisu z 2001 roku wzrosła gęstość zaludnienia z 848 osoby na kilometr kwadratowy do 978 osób, przy powierzchni dystryktu wynoszącej 3578 km² powierzchni. Według spisu ludności z 2011 roku 82,20% ludności potrafi czytać i pisać, w tym 85,98% mężczyzn i 77,88% kobiet.

## Turystyka
Do miejsc które warto odwiedzić należą: Muzeum Maharaja Ranjit Singh War w Ludhijanie, które powstało w 1999 roku, Gurdwara Charankanwal Sahib w Machhiwarze, Gurdwara Alamgir Sahib w Alamgirze, Nehru Rose Garden w Ludhijana.